# Сентюрино
Сентюрино — деревня в Конаковском районе Тверской области. Входит в состав Городенского сельского поселения.

## География
Находится в юго-восточной части Тверской области на расстоянии приблизительно 8 км на северо-запад от поселка Редкино.

## История
Известна была с 1627—1628 годов как владение Ивана Щербатого. В 1859 году учтено 16 дворов, в 1900 — 26.

## Население
Численность населения: 103 человека (1859 год), 8 (русские 100 %)в 2002 году, 5 в 2010.